# Naval Air Station Barbers Point
La Naval Air Station Barbers Point, à O'ahu, également appelé John Rodgers Field (le nom original de l'aéroport international d'Honolulu), est un ancien aérodrome de la marine américaine fermé en 1999, et renommé Kalaeloa Airport. Certaines parties de l'ancienne base aérienne servent de studio de cinéma et de télévision pour l'Office national du film d'Hawaï.

## Histoire

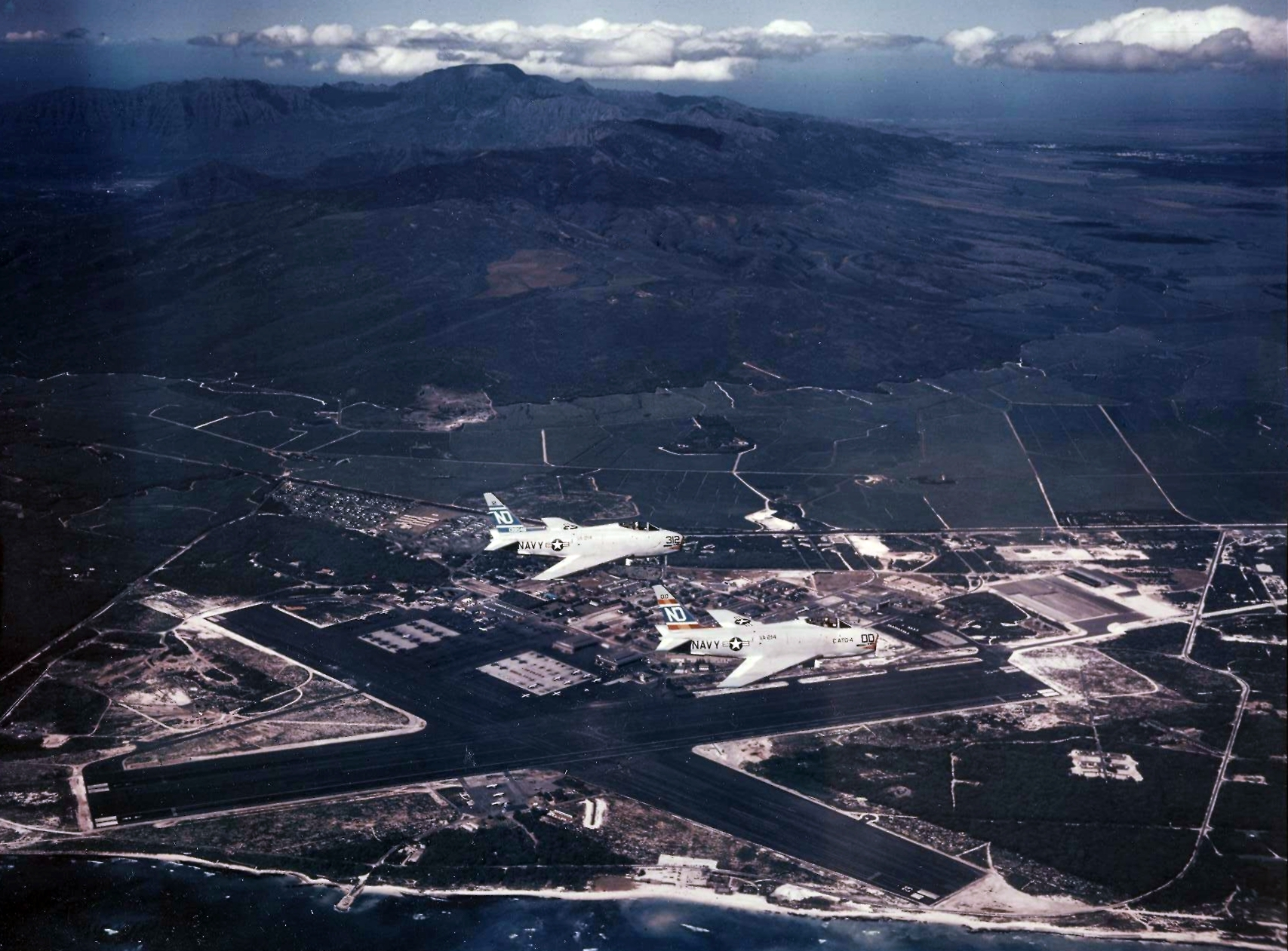
NAS Barbers Point en 1958.

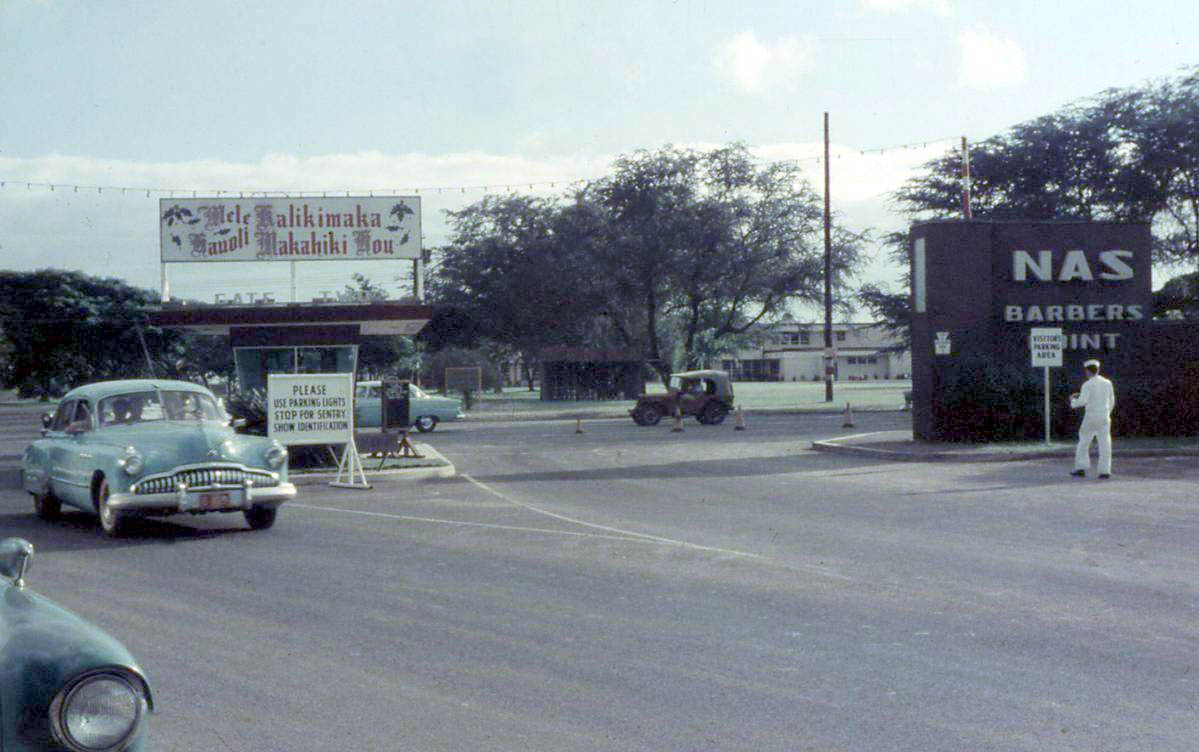
Porte de la base aéronavale de Barber's Point en décembre 1958.

### Attaque de Pearl Harbor
Le 7 décembre 1941, Barbers Point fut l'une des nombreuses cibles attaquées par les Japonais lors de l'attaque de Pearl Harbor. Au cours de la deuxième vague, les pilotes américains George Welch et Kenneth Taylor engagèrent le combat contre les avions japonais, en abattant deux.
La marine a acquis le terrain d'aviation au début de 1943. À cette époque, il se composait de deux courtes pistes et de quatre hangars situés à 61 centimètress au-dessus de la marée haute. Un entrepreneur civil de la PNAB commença les travaux en apportant une drague sur la lagune de Keehi en février 1943. En avril, les militaires ont pris la relève. L'armée a pris en charge l'opération de dragage tandis que les Seabees du 5e bataillon de construction navale ont pris en charge le terrain d'aviation. Quand ils ont terminé, il y avait trois pistes d'atterrissage. La Marine allait transformer l'aérodrome en une installation majeure en envoyant des Seabees des 13e, 64e et 133e bataillons de construction pour le faire.

### Fermeture
La base de Barbers Point a été fermée par une action de réalignement et de fermeture de la base (BRAC) en 1999. Les avions de la marine, principalement des avions de patrouille maritime P-3C Orion, ont été affectés aux escadrons de la deuxième escadre de patrouille, et ont été transférés à la base aérienne du corps des Marines de Kaneohe Bay, aujourd'hui la base du corps des Marines d'Hawaï, de l'autre côté de l'île. Cependant, la base aérienne des garde-côtes de Barbers Point, avec son effectif d'hélicoptères HH-65 Dolphin et d'avions HC-130H Hercules, est restée après le départ de la marine. De plus, en 1972, l'armée américaine a posté une compagnie de CH-47 Chinook, le 147th ASHC « Hillclimbers », soutenant la 25edivision d'infanterie de l'armée et l'USARPAC, et elle a été déplacée sur l'aérodrome historique de l'armée Wheeler, la caserne Schofield, pour l'usage de la garde nationale de l'armée hawaïenne. La base aérienne des garde-côtes de Barbers Point est la seule station aérienne des garde-côtes dans le 14e district des garde-côtes des États-Unis.
Avec la fermeture de Barbers Point, l'actuel aéroport de Kalaeloa / John Rodgers Field abrite également le musée aéronaval de Barbers Point, qui préserve l'histoire de la base et possède également une collection d'avions qui reflètent la présence de l'aviation de l'US Navy, de l'US Marine Corps', de l'US Coast Guard et de l'US Army à Barbers Point et dans l'État d'Hawaï.